# Jolene Anderson (attrice)
Jolene Anderson (Kempsey, 26 maggio 1980) è un'attrice e cantante australiana.
È conosciuta per il ruolo di Erica Templeton nella serie ospedaliera All Saints (2006-2008) e della Dottoressa Grace Molineux in Harrow (2019-2021).

## Carriera
Tra il 2006 ed il 2008 interpreta il ruolo di Erica Templeton nella longeva serie televisiva australiana All Saints.
Dal 2019 al 2021 è Grace Molineux nella serie Harrow.
Distintasi anche come cantante, nel 2007 ha vinto la seconda edizione della competizione canora It Takes Two.

## Vita privata
Nel 2016 ha avuto un attacco ischemico transitorio.
Nonostante inizialmente i medici le avevano detto che non potesse averne, nel 2019 ha avuto un figlio.

## FIlmografia

### Televisione
- All Saints - serie TV, 106 episodi (2006-2008)
- Rush - serie TV, 57 episodi (2009-2011)
- Home and Away - soap opera, 15 episodi (2014-2015)
- Harrow - serie TV, 20 episodi (2019-2021)
- Darby and Joan - serie TV, 4 episodi (2022)

#### Videogiochi
- Sofia in Rise of the Tomb Raider

## Doppiatrici italiane
Nelle versioni in italiano delle opere in cui ha recitato, Jolene Anderson è stata doppiata da:
- Chiara Colizzi in Rush
- Benedetta Degli Innocenti in Harrow

Da doppiatrice è stata sostituita da:
- Jolanda Granato in Rise of the Tomb Raider [5]